# 乔治·萨尔达拉什维利
乔治·萨尔达拉什维利（2003年5月26日—），格鲁吉亚男子柔道运动员，2023年世界柔道锦标赛男子60公斤级铜牌得主、2024年世界柔道锦标赛男子60公斤级金牌得主。